# Primera FEB
La Primera FEB, coneguda fins l'estiu de 2024 com LEB Or, és una competició de bàsquet organitzada per la Federació Espanyola de Bàsquet. És la segona categoria del bàsquet espanyol, tot just per sota de la lliga ACB i per sobre de la Segona FEB.

## Història

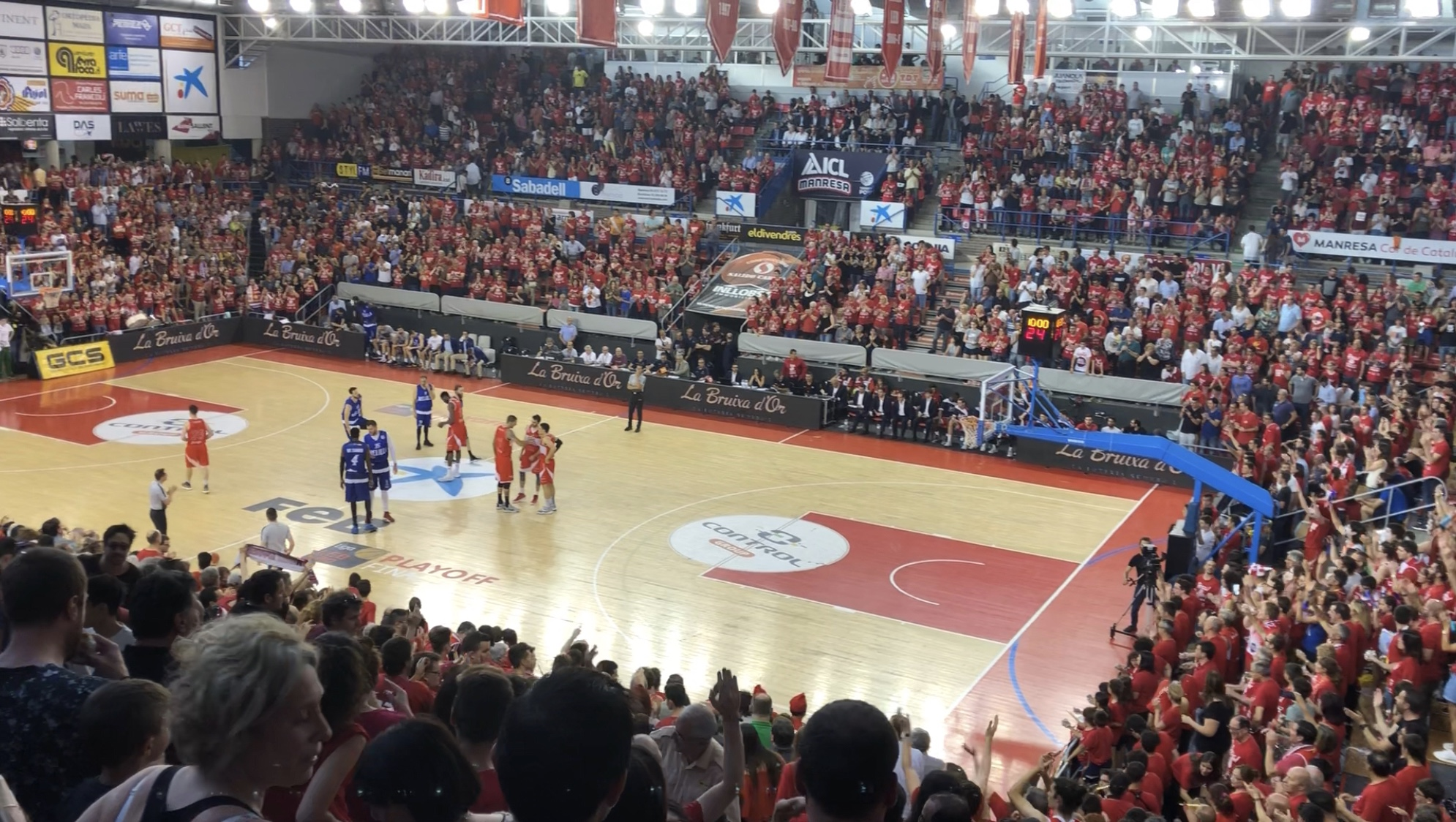
Partit entre el Manresa i el Melilla a la lliga LEB Or (12-06-2018).

La Primera FEB actual es fundà la temporada 1996-1997 sota el nom LEB 1, amb 18 equips. Anteriorment el seu equivalent rebia el nom de Primera Divisió. Els equips participants s'enfrontaven tots contra tots, jugant una lliga a doble volta, anomenada "lliga regular", i els primers vuit classificats jugaven els playoffs. El campió i el subcampió de la lliga pujaven de categoria. Els dos pitjors equips classificats en la lliga regular baixaven de categoria.
El 9 de maig de 2007, la FEB va aprovar diversos canvis a la competició, com la creació de l'anomenada LEB Bronze, o el canvi de noms de LEB 1 a LEB Or. El format de la competició també variava. La competició mantenia dues fases: la lliga regular i els "play-off". En la lliga regular s'enfronten tots els equips contra tots, en forma de lligueta, i a doble volta. El primer classificat aconseguia l'ascens a la categoria superior. Els equips classificats entre el 2n i 9è lloc es classificaven per a disputar els "play-off" d'ascens, que consistien en eliminatòries de quarts de final, i una "final four" entre els 4 guanyadors de les 4 eliminatòries de quarts de final. Als quarts de final, el segon classificat de la lliga regular s'enfrontava al novè, el tercer al vuitè, el quart al setè, i el cinquè al sisè. L'eliminatòria era al millor de 3 partits. El primer partit es disputava a la pista de l'equip millor classificat en la lliga regular, el següent a la pista de l'altre equip, i en cas d'empat, es disputava un tercer partir novament a la pista de l'equip classificat en millor lloc en la fase regular. Llavors, amb els quatre guanyadors dels quarts de final es disputaven una Final Four. El guanyador de la final assolia, també, l'ascens de categoria. Descendien de categoria l'últim i el penúltim classificats de la lliga regular.
L'estiu de 2024 es va aprovar un canvi de nomenclatura per a les competicions organitzades per la federació espanyola, passant de LEB Or a l'actual Primera FEB.

## Palmarès
En cursiva els equips que no van poder ascendir a la lliga ACB aquella temporada.
| Lliga LEB    | Lliga LEB               | Lliga LEB                   | Lliga LEB       |
| Temporada    | Campió                  | Subcampió                   | Resultat        |
| ------------ | ----------------------- | --------------------------- | --------------- |
| 1996-97      | CB Ciudad de Huelva     | Caja Cantabria              | 2-1 (play off)  |
| 1997-98      | Murcia Artel            | Baloncesto Fuenlabrada      | 87-81 / 93-78   |
| 1998-99      | Breogán Universidade    | Gijón Baloncesto            | 104-97 / 102-95 |
| 1999-00      | Lucentum Alacant        | Club Ourense Baloncesto     | 85-83 / 83-72   |
| 2000-01      | Caprabo Lleida          | CB Granada                  | 89-92 / 82-67   |
| 2001-02      | CB Lucentum Alacant     | Minorisa.net Manresa        | 89-82 / 85-85   |
| 2002-03      | Etosa Murcia            | Tenerife Club de Baloncesto | 78-64           |
| 2003-04      | Bilbao Basket           | CB Granada                  | 85-81           |
| 2004-05      | Baloncesto Fuenlabrada  | IBB Hoteles Menorca         | 67-66           |
| 2005-06      | Bruesa Gipuzkoa BC      | Polaris World Murcia        | 92-86           |
| 2006-07      | Ricoh Manresa           | Climalia León               | 94-88           |
| Lliga LEB Or |                         |                             |                 |
| Temporada    | Campió lliga            | Campió play-off             | Resultat        |
| 2007-08      | CAI Zaragoza            | Bruesa Gipuzkoa BC          | 81-76           |
| 2008-09      | CB Valladolid           | Lucentum Alacant            | 72-66           |
| 2009-10      | CAI Zaragoza            | Vive Menorca                | 3-2             |
| 2010-11      | CB Murcia               | Xacobeo Blu:Sens            | 3-1             |
| 2011-12      | Iberostar Canarias      | Menorca Bàsquet             | 3-1             |
| 2012-13      | Ford Burgos             | Lucentum Alacant            | 3-2             |
| 2013-14      | River Andorra MoraBanc  | Ford Burgos                 | 3-1             |
| 2014-15      | Ford Burgos             | Club Ourense Baloncesto     | 3-2             |
| 2015-16      | Quesos Cerrato Palencia | Melilla Baloncesto          | 3-0             |
| 2016-17      | RETAbet.es Gipuzkoa BC  | San Pablo Burgos            | 3-0             |
| 2017-18      | Cafés Candelas Breogán  | Bàsquet Manresa             | 3-2             |
| 2018-19      | Real Betis Energía Plus | RETAbet Bilbao Basket       | final four      |
| Temporada    | Campió                  | Subcampió                   | Resultat        |
| 2019-20      | Carramimbre Valladolid  | Delteco Gipuzkoa Basket     | lliga           |
| 2020-21      | Río Breogán             | Covirán Granada             | 2-1             |
| Temporada    | Campió lliga            | Campió play-off             | Resultat        |
| 2021-22      | Covirán Granada         | Bàsquet Girona              | final four      |
| 2022-23      | MoraBanc Andorra        | Zunder Palencia             | final four      |

## Campions anteriors
Campions de la segona categoria de la lliga espanyola de basquetbol anteriors a la lliga LEB.
Segona Divisió
- 1956-57:  RCD Espanyol
- 1957-58:  CD Iberia
- 1958-59:  CB Fiesta Alegre
- 1959-60:  Club Águilas Bilbao
- 1960-61:  Picadero JC[3]
- 1961-62:  CE Laietà
- 1962-63:  CE Mataró
- 1963-64:  CB Sant Josep Badalona
- 1964-65:  FC Barcelona
- 1965-66:  SD Kas Vitoria
- 1966-67:  Atlético San Sebastián
- 1967-68:  CB Sant Josep Badalona
- 1968-69:  RCD Espanyol
- 1969-70:  UER Pineda de Mar
- 1970-71:  Club Vallehermoso OJE
- 1971-72:  Saski Baskonia
- 1972-73:  Círcol Catòlic Badalona
- 1973-74:  CB L'Hospitalet
- 1974-75:  Club Baloncesto Breogán
- 1975-76:  CB Askatuak
- 1976-77:  CE Mataró
- 1977-78:  CB Mollet

Primera Divisió B
- 1978-79:  CB Valladolid
- 1979-80:  RC Náutico de Tenerife
- 1980-81:  CB Caja de Ronda
- 1981-82:  CB Inmobanco
- 1982-83:  CD Cajamadrid
- 1983-84:  RCD Espanyol
- 1984-85:  CB Peñas Huesca
- 1985-86:  CB Canarias
- 1986-87:  CB Caja de Ronda
- 1987-88:  CB OAR Ferrol

Primera Divisió
- 1988-89:  Club Ourense Baloncesto
- 1989-90:  CB Murcia
- 1990-91:  CB Gran Canaria
- 1991-92:  BC Andorra
- 1992-93:  CB Cornellà
- 1993-94:  CB Cajabilbao

Lliga EBA
- 1994-95:  CB Gran Canaria
- 1995-96:  CB Granada